# Processor Direct Slot

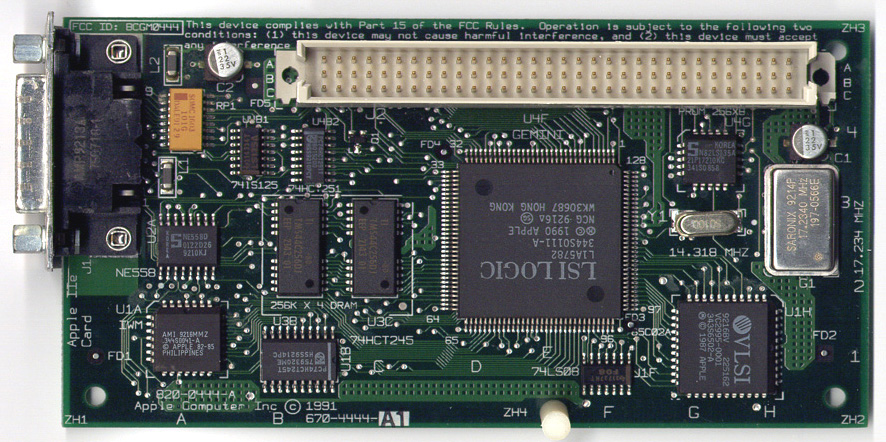
La scheda Apple IIe Card, realizzata per i Macintosh LC: in alto si vede il connettore PDS, di colore bianco.

Il Processor Direct Slot, abbreviato PDS, è una porta di espansione sviluppata da Apple per i propri computer Macintosh.

## Caratteristiche
Introdotta nel 1987 con il Macintosh SE, la porta di espansione PDS utilizza un connettore tipo DIN 41612 a 96 o 120 pin e collega direttamente la periferica PDS al microprocessore, da qui il nome dello slot. A differenza di altri bus, il PDS si aggancia al bus dati del processore, utilizzato per comunicare con le periferiche di sistema. A causa di questo modo di comunicare direttamente con il processore le periferiche PDS sono sviluppate specificatamente per un tipo di CPU: una scheda PDS pensata per il Motorola 68000 a 8 MHz del Macintosh SE non può funzionare sul Motorola 68030 a 16 MHz del Macintosh SE/30 e viceversa.
Nel 1990 Apple presenta una nuova versione del PDS specificatamente pensato per i nuovi computer Macintosh LC: a causa del fatto che il bus dati del computer, per ridurre i costi, viene ridotto da 32 a 16 bit, anche i bit dell'LCD PDS vengono ridotti. Per questo motivo le schede PDS per i Mac LC non sono compatibili con le schede PDS dei precedenti Mac. Questo slot è stato usato anche nel successivo Macintosh LC II ma non nel Macintosh LC III, che utilizza più linee dati. La porta PDS dei Mac LC III è retrocompatibile e può accettare sia le schede PDS a 16 bit che quelle a 32 bit. Un ulteriore sviluppo viene introdotto nella nuova linea di Macintosh Quadra.
La porta PDS è stata abbandonata con l'introduzione della seconda generazione dei Power Macintosh dato che la crescente velocità dei processori adottati e dei relativi bus dati ha di fatto reso inutile una connessione diretta con la CPU.